# Madalena Costa
Madalena Rodrigues Costa (Funchal, Madeira, 14 de outubro de 2008) é uma patinadora portuguesa reconhecida pelas suas conquistas nacionais e internacionais na modalidade de patinagem artística livre, destacando-se por ser a primeira portuguesa a conquistar títulos mundiais nesta disciplina. Madalena Costa é, até ao momento, a única patinadora portuguesa a vencer dois títulos mundiais em Patinagem Artística Livre, com triunfos em Ibagué (2023) e Rimini (2024), entre mais de trinta patinadoras, de diversos países. A nível nacional, é atualmente eneacampeã nacional, tendo conquistado o Campeonato de Portugal de Patinagem Artística Livre por nove vezes consecutivas (2016 a 2025). É atleta do Sporting Club Santacruzense. 

## Carreira
Madalena Costa participou pela primeira vez em competições internacionais ao serviço da Seleção Nacional de Portugal em 1 de Novembro de 2018, tendo vencido a Taça da Europa de Patinagem Artística, realizada em Fuengirola, Espanha, no seu primeiro ano no escalão de Minis (Infantis). Em Outubro de 2019, com apenas 10 anos, conquistou novamente a Taça da Europa, tornando-se bicampeã da prova, disputada desta vez em Roana, Itália. Esta competição é considerada o principal evento internacional na categoria de Minis (infantis).[carece de fontes?]
Em 2021, ainda com idade para o escalão de Espoir (Iniciadas) competiu no escalão superior, de Cadetes, onde obteve a medalha de prata no Campeonato da Europa de Patinagem Artística.
Em agosto de 2022, conquistou a Taça do Mundo de Patinagem Artística  (denominada World Artistic International Series – WAIS), na categoria cadetes, realizada em Göttingen, Alemanha. Pelo feito, foi distinguida pela Assembleia Legislativa da Madeira. No mês seguinte, em setembro de 2022, sagrou-se campeã europeia pela primeira vez, no escalão de Cadetes, ao vencer o Campeonato Europeu, disputado em Andorra.
Em 16 de Junho de 2023, venceu pela primeira vez a Taça do Mundo na categoria de Juvenil, competição realizada em San Juan, na Argentina. A conquista foi reconhecida publicamente pelo Conselho do Governo Regional da Madeira. Em 10 de Setembro de 2023, aos 14 anos, obteve a medalha de ouro no Campeonato Europeu de Patinagem Artística, no escalão de juvenil, embora, pela idade, ainda pertencesse ao escalão de Cadete), realizado em Ponte di Legno, Itália, tornando-se bicampeã europeia.
Ainda em 2023, em 28 de setembro, competiu no Campeonato Mundial de Patinagem Artística, em Ibagué, Colômbia, no escalão de Juniores — dois acima do seu — sagrando-se campeã mundial pela primeira vez, numa competição que contou com 31 patinadoras que representaram 22 países.
Em Maio de 2024, alcançou a vitória na Taça do Mundo (WIAS) realizada em Trieste, Itália, tornando-se tri campeã da prova, na categoria de juniores. Em Julho de 2024, venceu o Campeonato Europeu no escalão de juniores em Fafe,Portugal, conquistando o título pela terceira vez consecutiva.  A 12 de Setembro de 2024, revalidou o título de campeã mundial, ao vencer a competição realizada em Rimini, Itália, com um recorde de 247,42 pontos, obtendo a melhor nota técnica de todos os patinadores em prova, incluindo os Seniores. De referir que nesta prova do Mundial 2024 participaram 34 atletas, que representaram 24 países. Em Junho de 2025, Madalena Costa venceu, pela 4.a vez consecutiva, a Artistic Internacional Series (AIS), designada oficiosamente de “World Cup” ou Taça do Mundo, disputada em Reggio Emilia (Itália), vencendo assim todas edições realizadas desta competição internacional de elevado prestígio.

## Reconhecimentos
Em Dezembro de 2024, Madalena Costa foi incluída na lista das 40 mulheres mais influentes do desporto em Portugal pela revista Forbes, destacando-se pelo impacto positivo no desporto nacional e internacional.
Em Maio de 2025, Madalena Costa foi eleita pelo júri como uma das cinco finalistas do prémio “Jovem Promessa”, atribuído pela Confederação do Desporto de Portugal. A patinadora destacou-se entre 57 jovens nomeados pelas respetivas federações.
Em 18 Fevereiro de 2024, a Madalena venceu o “Novara Talent Show”, em Itália, tendo sido a atleta mais votada no evento, considerado a única 'competição espectáculo' do Mundo.
Madalena Costa foi distinguida como Atleta Feminina do Ano pela Federação de Patinagem de Portugal (FPP)nas épocas desportivas de 2023 e 2024, conforme anunciado na Gala da Patinagem “100 anos FPP” 2024 e 2025. 